# برنار سیموندی
برنار سیموندی (فرانسوی: Bernard Simondi‎؛ زادهٔ ۲۸ ژوئیهٔ ۱۹۵۳) یک بازیکن فوتبال پیشین و مربی اهل فرانسه است.
از باشگاه‌هایی که در آن بازی کرده‌است می‌توان به باشگاه فوتبال سن-اتین اشاره کرد.
بعد از دوران بازیکنی، النصر، تیم ملی فوتبال گینه، تیم ملی فوتبال بنین، باشگاه فوتبال ستاره ساحلی، تیم ملی فوتبال بورکینافاسو، باشگاه ورزشی الخریطیات و باشگاه ورزشی الاهلی قطر مربی بوده است .